# Schlacht von Sandwich (1217)
Die Seeschlacht von Sandwich war ein militärischer Zusammenstoß im 13. Jahrhundert zwischen englischen und französischen Schiffen auf dem Ärmelkanal. Sie fand am 24. August 1217 vor der Küste der Grafschaft Kent bei der Stadt Sandwich unweit der Isle of Thanet statt. Sie ereignete sich im Rahmen des in England ausgetragenen First Baron’s War.

## Hintergrund
Am 15. Juni 1215 wurde König Johann von England von einer Fronde bestehend aus fünfundzwanzig mächtigen englischen Baronen in Runnymede dazu genötigt, die Magna Charta zu unterzeichnen. Darin wurden den Baronen weitreichende Freiheiten und politische Mitspracherechte seitens der englischen Krone garantiert. König Johann aber strebte darauf mit päpstlicher Unterstützung eine Revision der Magna Charta an, was ihn in einen Bürgerkrieg gegen seine Barone führte. Die Barone gingen dabei so weit, das Königtum Johanns für beendet zu erklären und stattdessen den französischen Kronprinzen Ludwig VIII. einzuladen, der neue König Englands zu werden. Prinz Ludwig war mit Blanka von Kastilien verheiratet, die eine Nichte Johanns war und somit Ansprüche auf den englischen Thron geltend machen konnte.
Prinz Ludwig landete 1216 mit einem Heer französischer Ritter an der Küste Englands und zog ungehindert in London ein, wo er in der St. Paul’s Cathedral von den Baronen den Treueeid empfing, wenngleich es bei dieser Gelegenheit zu keiner Krönung kam. In den folgenden Wochen unterwarf Ludwig den größten Teil des englischen Ostens, sein Siegeszug schien unaufhaltbar. Da aber starb König Johann am 26. Oktober 1216 in Newark, was zu einer entscheidenden Änderung der Lage führte. Denn der berühmte Ritter William Marshal, der einer der letzten Getreuen Johanns war, ließ umgehend dessen unmündigen Sohn, Heinrich III., zum neuen König krönen. Der anwesende päpstliche Legat stellte Heinrich III. unter den Schutz der römischen Kirche und sprach die Exkommunikation über die rebellischen Barone und Prinz Ludwig aus. Mehrere Anhänger des Prinzen wechselten daraufhin auf die Seite Heinrichs III. über, da ihre Opposition in erster Linie gegen die Person Johanns gerichtet war, und sich der neue Kindkönig als eine für sie günstigere Alternative zu Prinz Ludwig herausstellte. Die Parteinahme des Papstes für Heinrich III. lag darin begründet, eine drohende Vereinigung Englands mit Frankreich zu verhindern und damit die Bildung einer Übermacht in Westeuropa, die auch für die Kirche gefährlich werden konnte, zu unterbinden.
Um die Entscheidung im Kampf um England zu erzwingen, entschied sich Prinz Ludwig im Frühjahr 1217, sein Heer zu teilen. Während er selbst den strategisch bedeutenden Seehafen Dover einnehmen wollte, sollte Graf Thomas von Le Perche mit dem anderen Teil in den Norden ziehen. Weil Heinrich III. unter dem Schutz des Papstes stand, konnte Ludwig VIII. seitens seines Vaters, König Philipps II. August, keine Unterstützung für seine Ambitionen erwarten, weshalb er sein Engagement vor allem auf eigene Kosten und Anstrengungen führte.

## Die Schlacht

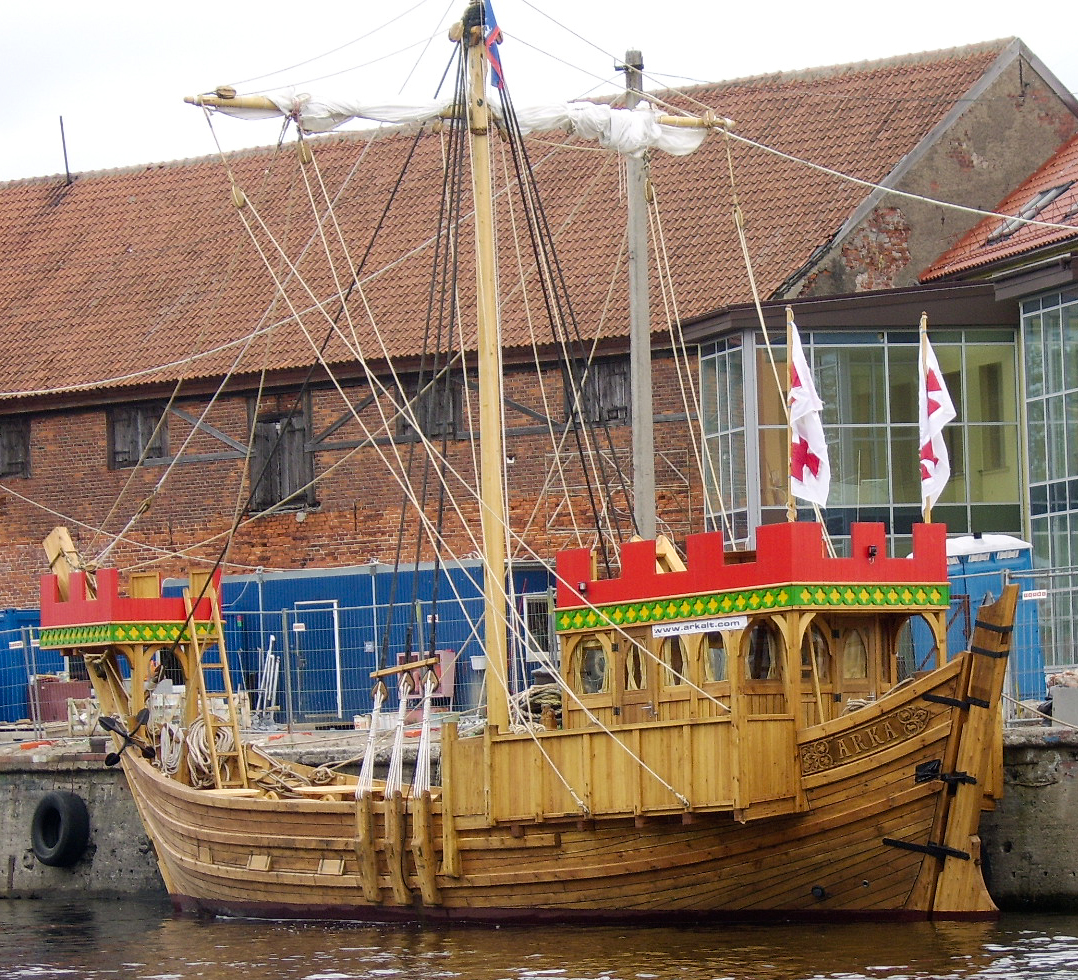
Nachbau einer mittelalterlichen Kogge mit Bug- und Achterkastell im Hafen von Klaipeda

Am 20. und 21. Mai 1217 unterlag der Graf von Perche in der Schlacht von Lincoln den Anhängern Heinrichs III. Prinz Ludwig brach daraufhin am 25. Mai die Belagerung von Dover ab und zog sich nach London zurück. Um Zeit zu gewinnen, nahm er unter Vermittlung eines päpstlichen Legaten Verhandlungen mit seinen Gegnern auf. In dieser Zeit zog seine Frau in Calais ein neues Heer zu seiner Unterstützung zusammen, das auf etwa achtzig Schiffen des Piraten Eustache le Moine (der Mönch) über den Kanal nach London transportiert werden sollte.
William Marshal, der Sieger von Lincoln und Regent des unmündigen Heinrich III., erreichte am 24. August 1217 den Küstenort Sandwich, noch bevor die Franzosen die Mündung der Themse erreicht hatten. Das Kommando über die eilends zusammengezogene Abfangflotte übertrug er Hubert de Burgh, dem Verteidiger von Dover. Um den Wind voll ausnutzen zu können, mussten die englischen Schiffe die französische Flotte umgehen und sie in ihrem Rücken angreifen, womit sie aber auch dem Gegner die Fluchtwege zurück nach Frankreich verbauen konnten. Der Nachteil war, dass die englischen Schiffe aufgrund der mit dem Wind verbundenen Geschwindigkeit die Abfangpunkte zu den französischen Schiffen genau treffen mussten, wenn sie nicht an ihnen vorbei driften wollten. Besonders die kleinen, leichten und deshalb auch wendigeren Transportschiffe der überraschten Franzosen konnten dies ausnutzen, um sich doch noch zurück an die sichere französische Küste, auch entgegen der Windrichtung, absetzen zu können. Die größeren Schiffe aber, die mit Belagerungsgerät, Pferden und schweren Rüstungen beladen waren, konnten den Engländern nicht entkommen und mussten sich dem Kampf stellen. Eustache le Moine hatte zudem die Segel dieser Schiffe einholen lassen, damit diese nicht den bevorstehenden Enterkampf behinderten.
Die Engländer konzentrierten ihre Hauptkräfte ganz auf das Flaggschiff der Franzosen. Mit nur sechsunddreißig Rittern bemannt, konnte es der Übermacht nicht lange standhalten. Die wichtigsten militärischen Führer der Franzosen gerieten in Gefangenschaft. Wegen seiner vergangenen Raubzüge an Englands Küste wurde Eustache le Moine umgehend enthauptet.

## Folgen
Prinz Ludwig erreichte die Nachricht von der Niederlage am 26. August in London, zwei Tage darauf blockierte William Marshal alle Zugangswege zur Stadt. Militärisch unterlegen und von jeder Unterstützung isoliert, musste Ludwig aufgeben. Am 11. September 1217 akzeptierte er im Frieden von Lambeth seinen Verzicht auf den Thronanspruch auf England, wurde im Gegenzug vom Kirchenbann freigesprochen und für seine entstandenen Unkosten entschädigt. Die Seite König Heinrichs III. bestätigte zusätzlich die Gültigkeit der Bestimmungen der Magna Charta als Bedingung für die Rückkehr der rebellierenden Barone unter die Hoheit des jungen Plantagenet-Königs. Zusammen mit diesem beschwor Prinz Ludwig den Vertrag am 20. September und verließ drei Tage später England für immer.